# مستورقة شرسة
مستورقة شرسة (الاسم العلمي: Planaria torva) هي نوع من الحيوانات تتبع جنس المستورقة من فصيلة المستورقات.